# NGC 5010
NGC 5010 је лентикуларна галаксија у сазвежђу Девица која се налази на NGC листи објеката дубоког неба.
Деклинација објекта је - 15° 47' 51" а ректасцензија 13h 12m 26,3s. Привидна величина (магнитуда) објекта NGC 5010 износи 13,3 а фотографска магнитуда 14,2. NGC 5010 је још познат и под ознакама MCG -3-34-15, 2SZ 8, IRAS 13097-1531, PGC 45868.